# Mount McCarthy (berg i Antarktis, lat -70,40, long 66,54)
Mount McCarthy är ett berg i Antarktis. Det ligger i Östantarktis. Australien gör anspråk på området. Toppen på Mount  McCarthy är 1 555 meter över havet.
Terrängen runt Mount McCarthy är huvudsakligen platt, men åt nordväst är den kuperad. Mount McCarthy är den högsta punkten i trakten. Trakten är obefolkad. Det finns inga samhällen i närheten. 